# آلکسی رزین
آلکسی آناتولیویچ رُزین (روسی: Алексей Анатольевич Розин؛ زادهٔ ۴ فوریه ۱۹۷۸ میلادی) بازیگر اهل روسیه است.
از فیلم‌ها یا مجموعه‌های تلویزیونی که وی در آن‌ها نقش داشته‌است می‌توان به بی‌عشق اشاره نمود.